# كفر عبد الشهيد شنودة
قرية كفر عبد الشهيد شنودة هي إحدى القرى التابعة لمركز كفر صقر في محافظة الشرقية في جمهورية مصر العربية. حسب إحصاءات سنة 2006، بلغ إجمالي السكان في كفر عبد الشهيد شنودة 1410 نسمة، منهم 728 رجل و682 امرأة.